# Bandu Patil
Bandu Patil (ur. 16 września 1942) – indyjski zapaśnik walczący w obu stylach. Olimpijczyk z Tokio 1964, gdzie odpadł w eliminacjach w kategorii 63 kg.
- Turniej w Tokio 1964 – styl klasyczny

Przegrał z Belgiem Jefem Mewisem i Kazimierzem Maciochem.
- Turniej w Tokio 1964 – styl wolny

Pokonał Fina Tauno Jaskariego, a przegrał z Amerykaninem Bobbym Douglasem.